# Баян (Бурятія)
Баян (рос. Баян) — село Джидинського району, Бурятії Росії. Входить до складу Сільського поселення Булицьке.
Населення — 40 осіб (2015 рік).